# Sukces
Sukces (übersetzt: Erfolg) ist das zweite Soloalbum des polnischen Künstlers Czesław Niemen, das er mit der Band Akwarele bei der polnischen Plattenfirma Muza aufnahm. Der Titelsong ist Soundtrack des ebenfalls 1968 erschienenen polnischen Dokumentarfilms Sukces, in dem Niemen porträtiert wird. Im Unterschied zu den folgenden LP enthält Sukces ausschließlich relativ kurze Stücke. Die Zweitauflage auf Platte erschien 1988 in Polen, die Erstauflage auf CD 1995 in Polen und 2003 in Deutschland.

## Titelliste
1. Płonąca stodoła (Musik: Czesław Niemen, Lyrics: Marta Bellan) 2:32
2. Gdzie mak się czerwieni (Musik: Czesław Niemen, Lyrics: Andrzej Tylczyński) 2:42
3. Włóczęga (Musik: Czesław Niemen, Lyrics: Marta Bellan) 2:32
4. Narodziny miłości (Musik: Czesław Niemen, Lyrics: Marek Gaszyński) 2:37
5. Allilah (Musik: Czesław Niemen, Lyrics: Marek Gaszyński) 2:50
6. Najdłuższa noc (Musik: Czesław Niemen, Lyrics: Marta Bellan) 2:07
7. Sukces (Musik & Lyrics: Czesław Niemen) 3:14
8. Jeżeli (Musik: Czesław Niemen, Lyrics: Julian Tuwim) 2:23
9. Spiżowy krzyk (Musik: Czesław Niemen, Lyrics: Czesław Niemczuk) 2:14
10. Tyle jest dróg (Musik: Czesław Niemen, Lyrics: Piotr Janczerski) 3:32
11. Niepotrzebni (Musik: Marian Zimiński, Lyrics: Marek Gaszyński) 2:48
12. Klęcząc przed Tobą (Musik: Czesław Niemen, Lyrics: Marek Gaszyński) 3:19

## Künstler
- Czesław Niemen – Vocals, Hammond-Orgel
- Zbigniew Sztyc – Tenor-Saxophon
- Tomasz Buttowtt – Schlagzeug
- Tomasz Jaśkiewicz – Gitarre
- Ryszard Podgórski – Trompete
- Marian Zimiński – Klavier, E-Orgel
- Tadeusz Gogosz – E-Bass